# Саскія Валенсія
Саскія Валенсія (нім. Saskia Valencia), (21 липня 1964, Росток, НДР) — німецька акторка.

## Телебачення
- Альпійський патруль (1998-2001)
- Комісар Рекс (2003)

| Актор | Це незавершена стаття про акторку. Ви можете допомогти проєкту, виправивши або дописавши її. |